# Sărata, Dolj
Sărata este un sat în comuna Călărași din județul Dolj, Oltenia, România.
Datează oficial din 1900.
În acte figurează cu numele de Sărata, neoficial se mai numește și Oarca. Acest sat aparține de comuna Călărași (Dolj).
Așezată în zona de sud a județului, în lunca Dunării. 
Alte localități învecinate: orașul Dăbuleni la 5 km N-E; orașul Bechet la 8 km N-V; la 1 km N com. Călărași; iar în S, la 3 km de sat curge Dunărea. Raportat la municipiul Craiova, pentru a se ajuge în Sărata se va parcurge o distanță de 75 km spre S.

### Orașe înfrățite
- Chartres-de-Bretagne, Franța din  2000

 Acest articol despre o localitate din județul Dolj este deocamdată un ciot. Puteți ajuta Wikipedia prin completarea lui.